# Universidade Nacional de Santo Agostinho
A Universidade Nacional de Santo Agostinho, conhecida como Universidad Nacional de San Agustín (UNSA), é uma instituição estadual de ensino superior em Arequipa, Peru.
Fundada em 11 de Novembro de 1828, é a mais antiga universidade estadual localizada em Arequipa.